# Sony Sci-Fi
Sony Sci-Fi (от англ. Science fiction — научная фантастика) — бывший российский кабельный и спутниковый телеканал. Входил в сеть Sony Pictures Television International — подразделение голливудской студии Sony Pictures Entertainment. Полностью специализировался на показе фантастических телесериалов и фильмов.
Телеканал вещал на территории России с 2007 года по 2021 год (до апреля 2013 г. — AXN-Sci-Fi). В апреле 2013 г. был осуществлен ребрендинг телеканала, после чего телеканал выходит в эфир под наименованием Sony Sci-Fi.
Целевой аудиторией телеканала являлись мужчины и женщины в возрасте от 25-54 лет, а также все любители sci-fi жанра.

## История телеканала в России и странах СНГ
21 декабря 2007 года началось вещание телеканала AXN Sci-Fi (позже Sony Sci-Fi) на территории России и стран СНГ. Телеканал прекратил вещание 24 июня 2021 года в России, Украине, Казахстане, Белоруссии, Грузии, Киргизии, Молдавии и был заменён на .Sci-fi.
13 апреля 2013 года произошёл ребрендинг AXN Sci-Fi. Телеканал сменил название с AXN Sci-Fi на Sony Sci-Fi, также модернизируется общая стилистика и графика телеканала. Sony Sci-Fi продолжил вещание под слоганом «Другой взгляд на мир» и не подверг изменениям жанровую направленность.
Результатом ребрендинга телеканала AXN Sci-Fi стало объединение всех русскоязычных телеканалов семейства Sony Pictures TelevisionNetworks (Sony Sci-Fi, Sony Channel и Sony Turbо) под единым брендом SONY.
5 октября 2016 года телеканал изменил логотип, графическое оформление и слоган. Актуальный слоган — «Вы тоже это видите?».

## Даты запуска телеканала в России и странах СНГ
| Sony Sci-Fi | Год  | Страна     | Описание |
| Sony Sci-Fi | 2007 | Россия     | Запускалась как оригинальная версия, но через несколько месяцев в России канал вещал на русском. 24.06.2021 - вещание прекращено. |
| Sony Sci-Fi | 2008 | Украина    | В кабельных и спутниковых сетях показывали российскую версию. 24.06.2021 - трансляция прекращена.                                 |
| Sony Sci-Fi | 2008 | Казахстан  | В кабельных и спутниковых сетях показывали российскую версию. 24.06.2021 - трансляция прекращена.                                 |
| Sony Sci-Fi | 2008 | Белоруссия | В кабельных и спутниковых сетях показывали российскую версию. 24.06.2021 - трансляция прекращена.                                 |
| Sony Sci-Fi | 2008 | Грузия     | Показывает европейскую версию |
| Sony Sci-Fi | 2012 | Киргизия   | |
| Sony Sci-Fi | 2013 | Армения    | |

## Программная сетка
Телеканал Sony Sci-Fi первым показал в России и странах СНГ сериалы и новые сезоны таких зарубежных хитов, как «Однажды в Стране чудес», «Ганнибал», «Дневники Вампира», «Древние», «Стрела», «Сверхъестественное», «Эврика», «Кайл XY», «Рухнувшие небеса», «Смертельное оружие», «Спираль», «Говорящая с призраками», «Оборотень», «Грань», «Верить», «Люди будущего», «Кислород», «Звёздные врата. Вселенная», «Джекилл и Хайд» и многие др.

## Награды
- Большая цифра (по итогам зрительского голосования) — 2015 год[5].
- Серебряная награда Promax/BDA Worldwide за маркетинговую кампанию, посвященную запуску телесериала «Герои» — 2008 год[6].